# Roma (Australia)
Roma è una città dello Stato federato del Queensland, in Australia.

## Geografia fisica
Si trova a 479 km da Brisbane. Ha una popolazione di 6 906 abitanti e si trova a 299,3 m sul livello del mare.
La città si trova al bivio tra le autostrade Warrego e Carnarvon.

## Storia
Roma venne fondata nel 1867, il suo nome non ha nulla a che vedere con la Città eterna: venne infatti così denominata in onore di Diamantina Roma Bowen moglie del primo Governatore del Queensland Sir George Ferguson Bowen.

## Economia
L'economia della città si basa sull'allevamento dei bovini, sulla cerealicoltura e sulla produzione di lana. All'economia tradizionale si affianca l'estrazione di metano e petrolio.